# Isère
Isère este un departament în sud-estul Franței, situat în regiunea Auvergne-Ron-Alpi. Este unul dintre departamentele Franței create în urma Rvoluției din 1790. Este numit după râul omonim ce traversează departamentul. Economia În jurul orașului Grenoble este foarte dezvoltată, dar pe plan internațional, regiunea este cunoscută datorită numărului mare de stațiuni montane din Alpi.

## Localități selectate

### Prefectură
- Grenoble

### Sub-prefecturi
- La Tour-du-Pin
- Vienne

### Alte orașe
- Bourgoin-Jallieu
- Échirolles
- Fontaine
- Saint-Martin-d'Hères
- Voiron

### Alte localități
- Le Bourg-d'Oisans
- Moras
- Morestel

## Diviziuni administrative
- 3 arondismente;
- 58 cantoane;
- 533 comune;